# Прибјеновићи
Прибјеновићи су насељено мјесто у општини Ново Горажде, Република Српска, БиХ. Према попису становништва из 2013. у насељу је живјело 18 становника.

## Становништво
| Демографија | Демографија | Демографија |
| Година      | Становника  | Становника  |
| ----------- | ----------- | ----------- |
| 1961.       | 62          |             |
| 1971.       | 62          |             |
| 1981.       | 48          |             |
| 1991.       | 34          |             |
| 2013.       | 18          |             |